# مبارك صنيدح
مبارك عبد الله علي صنيدح العجمي من مواليد دولة الكويت في عام 1955 ، نائب سابق، وكاتب بجريدة الوطن الكويتية، شارك في انتخابات مجلس الأمة الكويتي عام 1999 وفاز بالعضوية، عن الدائرة الثانية والعشرون - الرقة - وحصل علي (1097) صوت، وجاء بالمركز الثاني.

## السيرة الذاتية
- خريج كلية التربية بجامعة الكويت سنة 1985 تخصص رياضيات.
- نائب رئيس اتحاد طلبة الكويت في الجامعة.
- الوظيفة السابقه مدرس رياضيات للمرحله المتوسطه سنة 1986.
- مدير عام المساجد بوزارة الأوقاف سنة 1993.
- رئيس بعثة مكتب الحج في وزارة الاوقاف سنة 1996.
- مدير إدارة مساجد الأحمدي.
- نائب رئيس قطاع المساجد.
- مدير إدارة الحج.
- نائب البرلمان الكويتي سنة 1999 م.
- رئيس عام لجان الانتخابات العامه لقبيلة العجمان من سنة 1982 ولغاية 1996.

## مواقفه في مجلس الأمة
| الكتل                                       | الاخوان المسلمون |
| اللجان                                      | الاخوان المسلمون |
| طرح الثقة بضيف الله شرار (2003)             | ضد طرح الثقة     |
| طرح الثقة بالوزير الإبراهيم (2002)          | مع طرح الثقة     |
| تجنيس البدون (2000)                         | موافق            |
| طلب طرح الثقة بالوزير محمد الجارالله (2005) | ضد طرح الثقة     |
| طرح الثقة بالوزير أنور النوري (2004)        | معارض لطرح الثقة |